# لولوبة
اللولوبة أو مُلتفة الزهر (الاسم العلمي: Spiranthes) هو جنس نباتي يتبع الفصيلة السحلبية من رتبة الهليونيات.